# Рехневский, Станислав-Казимир Симонович
Станислав-Казимир Симонович Рехневский (Станислав Семёнович Рехневский; 4 марта 1833 — 20 декабря 1885) — русский военный деятель, генерал-лейтенант, учёный и военный преподаватель, заслуженный профессор Николаевской академии Генерального штаба.

## Биография
Родился в 1833 году. Из польских дворян Минской губернии, вероисповедания католического. 
Окончил Николаевское инженерное училище и Николаевскую академию Генерального штаба. Генерального штаба капитан (1858). В том же году был назначен исправляющим должность профессора геодезии в Николаевской академии. 
В 1859 году, в дополнение к этому, был назначен первым и. д. начальника эмеритального отдела канцелярии военного министерства. Проработав на этой должности вплоть до 1867 года, в эпоху Военной реформы, стал фактическим основателем эмеритальной кассы Военного ведомства. Параллельно с этими обязанностями продолжал читать в академии курс геодезии. В 1860 и 1861 годах дважды выезжал в оплачиваемые командировки за границу. Полковник (1864). В 1870 году, на фоне создания Комисссии ля обозрения действий Эмеритальной кассы за прошедшее время и для составления предположений о дальнейших ее операциях, опубликовал в «Военном сборнике» две статьи «Об эмеритальной кассе Военного ведомства», вступив тем самым в заочную полемику с генерал-лейтенантом Кренке, также опубликовавшему статью на эту тему в том же издании двумя годам ранее. 
В 1872 году Рехневский издал книгу «Телеграфы и их применение к военному делу» — обстоятельный труд с 270 иллюстрациями. Обстоятельные отзывы на книгу были опубликованы в «Военном Сборнике» и «Русском инвалиде». Книга была названа критиками «полезной и интересной для всякого, ввиду ее строгой системы, полноты фактического изложения и ясности делаемых автором выводов».
В том же 1872 году Рехневский был произведён в генерал-майоры и назначен членом Комиссии для разработки нового «положения о воинской повинности» (по которому рекрутская служба в российской армии сменилась призывной). В 1873 году, за участие в работе Комиссии, удостоился Высочайшего благоволения. 
В 1878 году вышел в отставку по болезни с чином генерал-лейтенанта и званием заслуженного профессора Академии.
Скончался Рехневский в 1885 году.

## Семья
Братья: Юлий Симонович (1824—1887) — публицист, и Александр Симонович (1836—1863) — инженер.
Супруга — София Григорьевна (урождённая Полянская, в первом браке Мей; 1821—1889), вдова поэта и литератора Льва Мея (1822—1862), писательница и издательница журнала.